# Atheta festinans
Atheta festinans är en skalbaggsart som först beskrevs av Wilhelm Ferdinand Erichson 1839.  Atheta festinans ingår i släktet Atheta och familjen kortvingar. Inga underarter finns listade i Catalogue of Life.